# Ophiorrhiza tingens
Ophiorrhiza tingens là một loài thực vật có hoa trong họ Thiến thảo. Loài này được C.B.Clarke ex C.E.C.Fisch. mô tả khoa học đầu tiên năm 1940.